# Cel (przystanek kolejowy)
Cel (biał. Цэль, ros. Цель) – przystanek kolejowy i ładownia w pobliżu miejscowości Cel, w rejonie osipowickim, w obwodzie mohylewskim, na Białorusi.